# 605 TCN
605 TCN là một năm trong lịch La Mã.